# 李英豪
李英豪（1941年—），香港有名的藝術品收藏家、鑒賞專家、顧問、電視節目和電台節目主持人。李英豪也是博益作家之一。 李英豪廣東中山人，1941年生。自幼已經是藝術和古代物品的愛好者。在20來歲已經寫藝術評論、散文和迷你小說著名。在30多歲，已經代拍賣行鑒別郵票、古董手表、玉器、紫耖茶壺和古錢幣等。
李英豪的著作超過百多種，多半是全彩色印刷附實物圖片的參考書。

## 公職
- 香港現代文學美術協會會長
- 國際繪畫沙龍主席
- 世界收藏家協會亞洲區顧問
- 國際蘭圃顧問。

## 私人生活
李英豪的第一任妻子是香港電台播音員黃煜芬（小名煜煜），但妻子早逝，李當年歷盡傷痛。後在1988年再婚，太太是夏淑敏，她也是一位藝術鑒賞家。二人十分喜愛收集古董錶、玉石、翡翠、蜜蠟、古茶壺、古幣、天然水晶、古飾物、陶瓷、印石、佛像、字畫及墨水筆等，知識及興趣廣博。

## 節目主持人

### 無線電視
- 《收藏者》
- 《閒情雅趣》

### 香港電台
- 《週末嘆逍遙》（與鍾偉明一同主持）

## 著作（部分）

### 文學類
- 《給煜煜的信》

### 玉石類
- 《鑒別翡翠》
- 《保值翠玉》
- 《保值白玉》
- 《蜜蠟翡翠珠寶》
- 《真假蜜蠟》
- 《鑒別古玉》
- 《戒指珍藏》
- 《水晶珍藏》
- 《觀音珍藏》
- 《錢幣珍藏》
- 《古董首飾》
- 《古董瓷器》

但在台灣盛傳此人以出書為名，誤導民眾分辨真假琥珀蜜蠟，以出售假琥珀蜜蠟﹝以膠製造﹞圖利。